# Romeo di Villanova

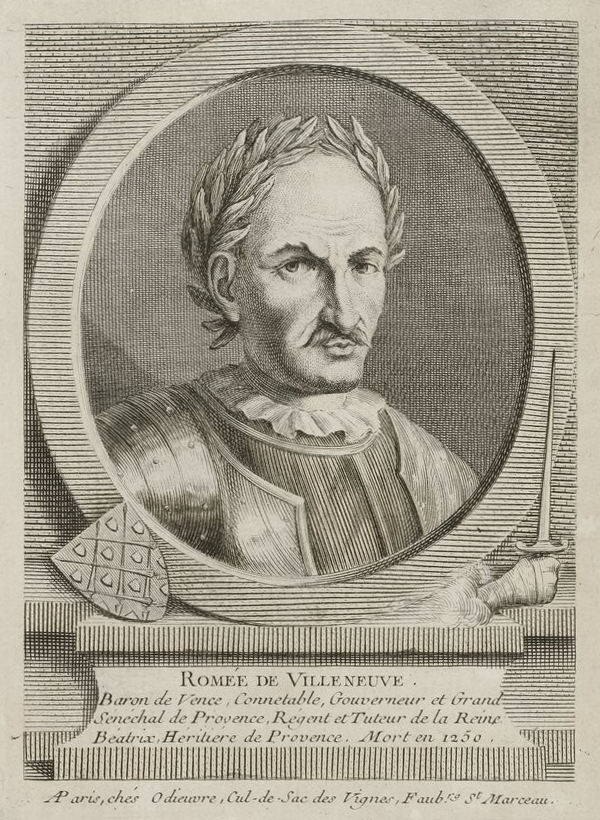
Romeo di Villanova barone di Vence

Romeo di Villanova (francese Romieu de Villeneuve; 1170 – 1250) fu ministro e Gran siniscalco di Raimondo Berengario IV, conte di Provenza (figlio di Alfonso II d'Aragona), morto nel 1245.

## Biografia
Dante Alighieri parla di Romeo nel VI canto del Paradiso (vv. 127-135), dove viene presentato come una figura umile e tuttavia consapevole dei propri doveri. Dante narra una leggenda, riportata dal Giovanni Villani nella Nova Cronica (VI, 90), secondo cui Romeo sarebbe stato un oscuro pellegrino che, di ritorno da Santiago di Compostela, sarebbe entrato a servizio di Berengario, dando prova di capacità e onestà coi propri consigli. 
Fece infatti raddoppiare il patrimonio del conte e maritare vantaggiosamente le quattro figlie: Beatrice di Provenza sposò Carlo d'Angiò, all'epoca fratello del re di Francia Luigi IX, che sposò a sua volta la sorella di Beatrice, Margherita; Eleonora andò in moglie a re Enrico III d'Inghilterra e Sancia a Riccardo di Cornovaglia, fratello di Enrico.
Si attirò però l'invidia dei signori provenzali, che lo accusarono di concussione. Per tale ragione se ne ripartì, povero com'era venuto.
Nel 1241 fece parte della flotta che scortava a Roma gli alti prelati e i principi diretti al concilio indetto da Gregorio IX e che fu debellata dalla flotta di Federico II di Svevia nella battaglia dell'isola del Giglio. Nonostante l'esito dello scontro, Romeo riuscì a mettersi in salvo riportando perfino con sé in Provenza il bottino di una nave della Repubblica di Pisa.